# Aristida sanctae-luciae
Aristida sanctae-luciae är en gräsart som beskrevs av Carl Bernhard von Trinius. Aristida sanctae-luciae ingår i släktet Aristida och familjen gräs. Inga underarter finns listade i Catalogue of Life.